# ماريز باستي
ماريز باستي (بالفرنسية: Maryse Bastié ) (من مواليد 27 فبراير 1898 - تُوفيت في 6 يوليو 1952) وهي طيارة فرنسية وضعت عدة سجلات دولية للطائرات الإناث خلال الثلاثينات.
ولدت ماريز لويز باستي في ليموج، فيين العليا . مات والد باستي عندما كانت في الحادية عشرة، وعانت عائلتها من أجل لقمة العيش. عندما كانت مراهقة كانت تعمل في مصنع للأحذية، كانت عائلتها فقيرة للغاية، تزوجت في سن مبكر. كان زوجها لويس باستي وهو طيار في الحرب العالمية الأولى، أصبحت مفتونة بالطيران، وكانت مصممة على أن تصبح طيارة وأن تمتلك طائرتها الخاصة. حصلت على رخصتها للطيران وعلى الرغم من مقتل زوجها في حادث تحطم طائرة (في عام 1926) ، بدأت ماريز باستي تفعل التمارين الرياضية لكسب المال لتصل لحلمها وفي عام 1927 اشترت طائرتها الخاصة بها (كاودرون).
تضمنت السجلات التي وضعتها ماريز باستي في الثلاثينات سجلات دولية للنساء في مدّة الطيران والمسافة والوقت القياسي للرحلات المنفردّة عبر جنوب المحيط الأطلسي. حصلت على جائزة هارمون في عام 1931. وفي عام 1935 أسّست مدرستها الخاصة للطيران في مطار باريس أورلي.
خدمت ماريز باستي في القوات الجوية الفرنسية، وترقت إلى رتبة نقيب وسجلت أكثر من 3000 ساعة طيران. أهدتها حكومة فرنسا وسام جوقة الشرف. في عام 1937 ، نشرت قصتها تحت عنوان (أجنحة مفتوحة : مفكرة عن الطيار).
في 6 يوليو 1952 ، في أعقاب مؤتمر في ليون ، تُوفيت ماريز باستي عندما تحطمت طائرتها أثناء الإقلاع. دفنت في مقبرة مونبارناس في باريس.

## تكريمها بعد وفاتها
في عام 1955 ، كرمت حكومة فرنسا ماريز باستي بوضع صورتها على طابع البريد الجوي.
هناك نصب تذكاري لماريز باستيل في غرب باريس في حديقة صغيرة من شارع دو غاريغليانو م. فالين وهو ليس بعيدا عن نهر السين.